# Small Device C Compiler
Small Device C Compiler (SDCC) — свободное программное обеспечение, компилятор языка программирования C с поддержкой большого количества целевых 8-разрядных микроконтроллеров. Пакет содержит также ассемблер, компоновщик, симулятор и отладчик.

## Поддерживаемые платформы
Исходные коды, документация и исполняемые файлы доступны для Linux (x86, x86-64), macOS (PowerPC, x86-64) и Windows (x86, x86-64).

## Поддерживаемые целевые платформы
- Intel MCS51 (8031, 8032, 8051, 8052 и другие)
- Варианты DS80C390
- Основанные на Freescale (ранее Motorola) HC08 (hc08, s08)
- Основанные на Zilog Z80 (z80, z180, ez80, gbz80, Rabbit 2000/3000, Rabbit 3000A)
- Maxim (ранее Dallas)
- STMicroelectronics STM8

Ведётся работа над поддержкой Microchip PIC16 и PIC18.